# Chicago Fire (9.ª temporada)
A nona temporada da série de televisão dramática estadounidense Chicago Fire foi encomendada em 27 de fevereiro de 2020 pela NBC, estreou em 11 de novembro de 2020 e foi finalizada em 26 de maio de 2021, contando com 16 episódios. A temporada foi produzida pela Universal Television em associação com a Wolf Entertainment, com Derek Haas e Matt Olmstead como produtores e com Dick Wolf como produtor executivo. A temporada foi ao ar na temporada de transmissão de 2020-21 às noites de quarta-feira às 21h00, horário do leste dos EUA.
Essa é a primeira temporada a contar com Daniel Kyri como Bombeiro Darren Ritter no elenco principal da série depois de ser do elenco recorrente nas duas temporadas anteriores. É também a primeira e única temporada a contar com Adriyan Rae como Paramédica Gianna Mackey no elenco principal, em que ela se junta no primeiro episódio e deixa no nono.
A nona temporada estrela Jesse Spencer como Tenente Matthew Casey, Taylor Kinney como Tenente Kelly Severide, Kara Killmer como paramédica Sylvie Brett, David Eigenberg como Bombeiro Christopher Hermann, Joe Minoso como Bombeiro Joe Cruz, Christian Stolte como Bombeiro Randy "Mouch" McHolland, Miranda Rae Mayo como Bombeira Stella Kidd, Alberto Rosende como Bombeiro Candidato Blake Gallo, Daniel Kyri como Bombeiro Darren Ritter, Adriyan Rae como Paramédica Gianna Mackey e Eamonn Walker como Chefe de Batalhão Wallace Boden.
A temporada terminou com uma média de 10.23 milhões de espectadores e ficou classificada em 7.º lugar na audiência total e classificada em 11.º no grupo demográfico de 18 a 49 anos.

## Elenco e personagens

### Principal
- Jesse Spencer como Capitão Matthew Casey
- Taylor Kinney como tenente Kelly Severide
- Kara Killmer como paramédica Sylvie Brett
- David Eigenberg como tenente Christopher Herrmann
- Joe Minoso como Bombeiro Joe Cruz
- Christian Stolte como bombeiro Randy "Mouch" McHolland
- Miranda Rae Mayo como Bombeira/Tenente Stella Kidd
- Alberto Rosende como Bombeiro Candidato Blake Gallo
- Daniel Kyri como Bombeiro Darren Ritter
- Adriyan Rae como paramédica Gianna Mackey[a]
- Eamonn Walker como Chefe Wallace Boden

### Recorrentes
- Randy Flagler como Bombeiro Harold Capp
- Anthony Ferraris como bombeiro Tony Ferraris
- Jon Ecker como tenente Greg Grainger
- Hanako Greensmith como Paramédica Violet Mikami

### Crossover
- Marina Squerciati como Oficial Kim Burgess (De Chicago P.D.)
- Amy Morton como Sargento Trudy Platt (De Chicago P.D.)
- Patrick John Flueger como Oficial Adam Ruzek (De Chicago P.D.)
- Yaya DaCosta como enfermeira April Sexton (De Chicago Med)
- Nick Gehlfuss como Dr. Will Halstead (De Chicago Med)

Nota
1. ↑  Creditada até o nono episódio.

## Episódios
| N.º na série | N.º na temp. | Título                        | Dirigido por      | Escrito por                                  | Exibição original       | Audiência (milhões) |
| --- | ------------ | ----------------------------- | ----------------- | -------------------------------------------- | ----------------------- | ------------------- |
| 180 | 1            | "Rattle Second City"          | Reza Tabrizi      | Derek Haas                                   | 11 de novembro de 2020  | 7.23                |
| Os bombeiros e paramédicos do quartel 51 estão em alerta total enquanto a COVID-19 continua a devastar Chicago e o resto do mundo. Enquanto isso, após Foster voltar para a faculdade de medicina, a ambulância 61 recebe Gianna Mackey como a mais nova paramédica. É revelado que Mackey e Cruz cresceram juntos e ele lutou para que ela chegasse ao 51. Durante um chamado, Brett e Mackey lidam com um paciente de overdose cujo irmão ameaça a vida de Brett com uma arma. Mais tarde, a porta do apartamento de Brett é deixada aberta, levando Casey a passar a noite com ela. Depois de salvar a vida de Severide em uma ligação, Boden recomenda que Kidd faça o teste de tenente em alguns meses. Além disso, para promover a mais recente adição à marca Molly's, Hermann recruta Mouch e Ritter para terem uma ideia para promover o negócio. Mackey e Brett recebem a triste notícia de que seu paciente morreu no Chicago Med. Mais tarde, a caminho de uma ligação, Mackey e Brett são empurradas para uma colina pelo irmão mais velho da vítima de overdose e a ambulância 61 cai. |              |                               |                   |                                              |                         |                     |
| 181 | 2            | "That Kind of Heat"           | Reza Tabrizi      | Andrea Newman & Michael Gilvary              | 18 de novembro de 2020  | 7.77                |
| Enquanto o quartel 51 corre para o acidente da ambulância 61, Casey salta do caminhão para correr para o lado de Brett, solidificando seus sentimentos um pelo outro. Mais tarde, a dupla se beija, mas Brett pergunta a Casey se ele ainda está apaixonado por Dawson. Enquanto isso, Mackey começa a questionar seu lugar no 51 após o acidente. Kidd estende a mão para uma de suas alunas do "Girls on Fire" (Garotas em Chamas) depois que ela para de aparecer no programa. Ritter se coloca em perigo em um chamado envolvendo uma mulher caída nos trilhos do trem. Gallo e Ritter se metem em lidar com pilhas de papelada no quartel. Além disso, Severide se esforça para evitar que uma memória seja destruída. |              |                               |                   |                                              |                         |                     |
| 182 | 3            | "Smash Therapy"               | Eric Laneuville   | Matt Whitney                                 | 13 de janeiro de 2021   | 7.26                |
| As tensões aumentam com Casey e Brett após as consequências de seu beijo. Brett quer esquecê-lo, no entanto, Casey não. Enquanto isso, as habilidades de Mouch são questionadas quando a plataforma giratória do caminhão falha, ferindo Casey no processo. Severide ajuda um homem cujo carro clássico quase foi queimado em um incêndio. Além disso, Boden recebe um novo assistente para o escritório. |              |                               |                   |                                              |                         |                     |
| 183 | 4            | "Funny What Things Remind Us" | Matt Earl Beesley | Elizabeth Sherman                            | 27 de janeiro de 2021   | 6.95                |
| Enquanto estão em uma missão, Boden e Severide fazem uma conexão imprevista com um homem que sofre de demência. Enquanto isso, Mouch reacende uma velha briga com um colega bombeiro em um quartel vizinho. Kidd começa a temer que Severide esteja se afastando dela. Em uma tentativa de seguir em frente com Brett, Casey pensa em voltar para a vida amorosa. Além disso, Gallo toma uma decisão em frações de segundo ao salvar a vida de Mackey em uma explosão de prédio. |              |                               |                   |                                              |                         |                     |
| 184 | 5            | "My Lucky Day"                | Reza Tabrizi      | Michael Gilvary & Andrea Newman & Derek Haas | 3 de fevereiro de 2021  | 7.31                |
| Durante um chamado em um prédio alto, Herrmann e Cruz, juntamente com dois civis, ficam presos em um elevador de serviço quando um dos cabos se rompe. Herrmann logo descobre que eles perderam a comunicação com o resto do quartel. Mais tarde, para manter a calma, Herrmann e Cruz contam histórias sobre suas respectivas vidas domésticas fora do quartel. |              |                               |                   |                                              |                         |                     |
| 185 | 6            | "Blow This Up Somehow"        | Matt Earl Beesley | Andrea Newman & Michael Gilvary              | 10 de fevereiro de 2021 | 7.50                |
| Depois que Gallo toma outra decisão em uma fração de segundo novamente durante um chamado envolvendo uma mulher coberta de gasolina, Casey é forçado a discipliná-lo por suas ações. Mais tarde, Casey considera suas ações com seu novo interesse amoroso. Enquanto isso, depois que uma dose máxima de fentanil não funcionou em uma vítima cuja perna foi serrada, o conselho de revisão de paramédicos suspeita que Mackey possa estar roubando drogas da ambulância. Além disso, Kidd continua a questionar seu relacionamento com Severide enquanto ele continua se afastando. Mouch começa a suspeitar que Cruz está escondendo algo dele enquanto Cruz tenta manter a notícia de que está prestes a ter um filho. |              |                               |                   |                                              |                         |                     |
| 186 | 7            | "Dead of Winter"              | Brenna Malloy     | Kimberly Ndombe                              | 17 de fevereiro de 2021 | 7.29                |
| Casey e Severide investigam um possível incêndio criminoso envolvendo um acampamento de sem-teto quando um dos membros morre de complicações. Ritter ajuda um jovem sem-teto que estava no mesmo acampamento. Enquanto isso, Cruz revela ao corpo de bombeiros que sua esposa está grávida. Brett considera um novo caminho romântico com um bombeiro de outro quartel. Além disso, Gallo e Mackey discutem seu encontro romântico. |              |                               |                   |                                              |                         |                     |
| 187 | 8            | "Escape Route"                | Matt Earl Beesley | Neil McCormack                               | 10 de março de 2021     | 7.04                |
| O passado profissional de Severide vem para assombrá-lo durante um chamado envolvendo um incêndio em casa causado por uma geladeira defeituosa que quase custou sua vida em outro chamado vários anos atrás. Enquanto isso, enquanto Hermann está de férias com a família, Casey descobre que seu substituto temporário é um cara com quem Brett está namorando e começa a descontar seu ciúme nele. Além disso, Cruz recruta os membros do 51 para apresentar a próxima grande ideia para o quartel após o sucesso do slamigan (marreligam). |              |                               |                   |                                              |                         |                     |
| 188 | 9            | "Double Red"                  | Reza Tabrizi      | Derek Haas                                   | 17 de março de 2021     | 7.48                |
| Enquanto está em um chamado de acidente de carro, Casey inadvertidamente é pego em uma briga com um motorista que está bêbado ao volante. O motorista começa a dirigir e Casey recebe um golpe na cabeça. Mais tarde, Casey revela que ele fez uma ressonância magnética em 2013 como resultado de outro ferimento na cabeça, onde os resultados indicam que suas memórias podem se deteriorar. Ao mesmo tempo, a irmã de Casey retorna a Chicago e pede a Casey para ir com ela para ver o que seu falecido tio havia deixado para eles. Mouch, Mackey, Ritter e Gallo participam do treinamento TRA, onde Mackey recebe a oferta de ser transferida para outro quartel para ter uma melhor oportunidade. E Stella planeja uma grande surpresa para Severide. |              |                               |                   |                                              |                         |                     |
| 189 | 10           | "One Crazy Shift"             | Milena Govich     | Ashley Cooper                                | 31 de março de 2021     | 7.35                |
| Depois de uma série de ligações envolvendo lavadoras e secadoras pegando fogo em lavanderias locais, Severide e Casey procuram o fabricante do sabão em pó que pode ter sido a causa dos incêndios. Casey ainda não está normal após o ferimento na cabeça. Enquanto isso, Brett procura um novo paramédico após a partida de Mackey e consegue uma temporária de outro Corpo de Bombeiros, Violet, para desgosto de Gallo. Gallo expressa suas preocupações para Casey sobre ele não ter feito um exame na cabeça depois de seu golpe no chamado anterior, e Casey o repreende. Depois de uma série de incidentes incomuns, Kidd começa a se convencer de que ela está sendo azarada pouco antes de seu exame de tenente. Além disso, Mouch pede a ajuda de Gallo e Ritter quando surge uma audição para uma banda de gaita de foles. |              |                               |                   |                                              |                         |                     |
| 190 | 11           | "A Couple Hundred Degrees"    | Brenna Malloy     | Andrea Newman & Michael Gilvary              | 7 de abril de 2021      | 6.65                |
| Brett e Violet respondem a um chamado em que um homem quebra o braço ao cair da escada de uma padaria. Severide toma uma decisão difícil ao dar uma aula de bombeiro depois de descobrir que um recruta não está seguindo os protocolos. Enquanto isso, Brett fica preocupada com a saúde de Casey. Além disso, Hermann arranja um encontro às cegas para Ritter. |              |                               |                   |                                              |                         |                     |
| 191 | 12           | "Natural Born Firefighter"    | Eric Laneuville   | Matt Whitney                                 | 21 de abril de 2021     | 6.92                |
| Depois de receber conselhos de Brett e Gallo, Casey decide ir ao médico para fazer uma ressonância magnética sobre seu ferimento na cabeça. Casey começa a temer que os resultados possam significar que ele pode ter que sair do corpo de bombeiros. Enquanto isso, Hermann e Kidd ajudam um cara que quer ser bombeiro, mas descobrem que ele tem antecedentes criminais. Gallo e Ritter se unem a Mouch para iniciar uma comissão para recrutar jovens para ingressar nos bombeiros. Brett começa a ter dúvidas sobre seu relacionamento com Greg. Além disso, Boden vai à guerra com um cara que rouba sua vaga de estacionamento. |              |                               |                   |                                              |                         |                     |
| 192 | 13           | "Don't Hang Up"               | Reza Tabrizi      | Derek Haas                                   | 5 de maio de 2021       | 7.22                |
| Stella é colocada em uma situação estressante quando uma jovem liga para ela no quartel dizendo que ela está em perigo e que ela e seu irmão estão prestes a ser mortos por membros de gangues. Enquanto isso, Casey e Brett ficam distantes um do outro após os resultados dos testes de Casey. Cruz desafia Hermann em um concurso de cueiros. Além disso, a esposa de Boden, Donna, é forçada a dar aulas remotas no quartel devido à má conexão wifi em casa. |              |                               |                   |                                              |                         |                     |
| 193 | 14           | "What Comes Next"             | Eric Laneuville   | Elizabeth Sherman                            | 12 de maio de 2021      | 7.08                |
| Severide e Casey investigam as circunstâncias do que causou um incêndio em uma fábrica local de alimentos para animais de estimação quando o ácido sulfúrico foi encontrado no local. Brett não sabe o que fazer com sua gata. Severide confia a Casey seus pensamentos de propor casamento a Stella. Casey considera suas opções com Brett. Enquanto isso, Stella espera os resultados de seu exame de tenente. Mais tarde, a 61 responde a um chamado em que um homem tem algo preso dentro da boca. Além disso, Boden coloca Gallo e Ritter no comando da venda anual de garagem do 51. Mais tarde, Stella ouve a palavra "Tenente" de Boden e fica animada. |              |                               |                   |                                              |                         |                     |
| 194 | 15           | "A White-Knuckle Panic"       | Reza Tabrizi      | Andrea Newman & Michael Gilvary              | 19 de maio de 2021      | 6.84                |
| Boden, Severide e Casey são colocados em uma situação desconfortável ao discutir o futuro de Stella no 51 depois que ela foi promovida a tenente. Severide começa a repensar em propor casamento a Stella após sua declaração de não querer se casar novamente, mas depois ele e Stella ficam noivos depois que ele a pede em casamento durante um incêndio. Enquanto isso, Violet, Gallo e Ritter planejam uma cerimônia para Mouch quando ele recebe uma medalha por bravura e heroísmo. Além disso, Casey derrama seus sentimentos emocionais por Brett. |              |                               |                   |                                              |                         |                     |
| 195 | 16           | "No Survivors"                | Lisa Robinson     | Derek Haas                                   | 26 de maio de 2021      | 7.26                |
| Boden considera a decisão de deixar o 51 para se tornar vice-chefe do distrito ou ver Stella ser transferida para outro quartel. Depois de revelar seu noivado a todo o corpo de bombeiros, Severide pede a Casey para ser seu padrinho. Além disso, Brett tenta evitar Casey depois que ele revela seus verdadeiros sentimentos por ela. Brett e Casey se beijam depois que ela confessa seus sentimentos por ele. Mais tarde, Casey e Brett dormem juntos. Depois, um estranho misterioso aparece no quartel. A vida de Severide e do resto do Esquadrão estão em jogo quando recebem um chamado de um barco virando no Lago Michigan. |              |                               |                   |                                              |                         |                     |

## Produção

### Casting
Em 16 de abril de 2020, foi anunciado que Annie Ilonzeh, a intérprete da paramédica Emily Foster, deixaria a série após duas temporadas. Em 31 de agosto de 2020, foi anunciado que o membro do elenco recorrente Daniel Kyri, que interpreta o candidato a bombeiro Darren Ritter desde a sétima temporada, havia sido promovido ao elenco principal para a nona temporada. Em 14 de setembro de 2020, foi anunciado que Adriyan Rae se juntaria ao elenco principal como a paramédica Gianna Mackey. Rae posteriormente deixou o elenco após o nono episódio da temporada, o showrunner Derek Haas afirmou que ela deixou a série por motivos pessoais, mas que a possibilidade estava aberta para ela retornar em um episódio posterior. Foi anunciado em 19 de março de 2021, que Hanako Greensmith, intérprete de Violet Mikami, retornaria em uma capacidade recorrente para substituir o personagem de Rae como a mais recente paramédica do 51. A ex-regular da série Monica Raymund estava programada para retornar no final da temporada, mas não pôde devido às restrições do COVID.

### Filmagens
A 9ª temporada começou a ser filmada em 6 de outubro de 2020 em meio à pandemia de COVID-19. A temporada contou com 16 episódios. Em 11 de novembro de 2020, foi relatado que a nona temporada havia suspendido a produção por duas semanas devido a vários testes positivos de COVID-19.

## Recepção

### Audiência
| №  | Título                        | Exibição original       | Rating/share (18–49) | Audiência (em milhões) | DVR (18–49) | Audiência em DVR (milhões) | Total (18–49) | Audiência total (em milhões) |
| -- | ----------------------------- | ----------------------- | -------------------- | ---------------------- | ----------- | -------------------------- | ------------- | ---------------------------- |
| 1  | "Rattle Second City"          | 11 de novembro de 2020  | 1.0                  | 7.23                   | 0.7         | 3.35                       | 1.7           | 10.59                        |
| 2  | "That Kind of Heat"           | 18 de novembro de 2020  | 1.0                  | 7.77                   | 0.6         | 3.07                       | 1.6           | 10.84                        |
| 3  | "Smash Therapy"               | 13 de janeiro de 2021   | 1.0                  | 7.26                   | 0.6         | 2.93                       | 1.6           | 10.20                        |
| 4  | "Funny What Things Remind Us" | 27 de janeiro de 2021   | 0.9                  | 6.95                   | N/A         | N/A                        | N/A           | N/A                          |
| 5  | "My Lucky Day"                | 3 de fevereiro de 2021  | 1.0                  | 7.31                   | N/A         | N/A                        | N/A           | N/A                          |
| 6  | "Blow This Up Somehow"        | 10 de fevereiro de 2021 | 1.0                  | 7.50                   | 0.6         | 3.09                       | 1.6           | 10.60                        |
| 7  | "Dead of Winter"              | 17 de fevereiro de 2021 | 1.0                  | 7.29                   | 0.5         | 2.94                       | 1.5           | 10.23                        |
| 8  | "Escape Route"                | 10 de março de 2021     | 1.0                  | 7.04                   | 0.6         | 3.22                       | 1.6           | 10.27                        |
| 9  | "Double Red"                  | 17 de março de 2021     | 0.9                  | 7.48                   | N/A         | N/A                        | N/A           | N/A                          |
| 10 | "One Crazy Shift"             | 31 de março de 2021     | 1.0                  | 7.35                   | 0.5         | 2.45                       | 1.5           | 9.80                         |
| 11 | "A Couple Hundred Degrees"    | 7 de abril de 2021      | 0.8                  | 6.65                   | 0.6         | 2.98                       | 1.4           | 9.63                         |
| 12 | "Natural Born Firefighter"    | 21 de abril de 2021     | 0.9                  | 6.92                   | 0.7         | 3.24                       | 1.6           | 10.17                        |
| 13 | "Don't Hang Up"               | 5 de maio de 2021       | 1.0                  | 7.22                   | 0.6         | 2.83                       | 1.5           | 10.05                        |
| 14 | "What Comes Next"             | 12 de maio de 2021      | 0.9                  | 7.08                   | 0.6         | 2.75                       | 1.5           | 9.83                         |
| 15 | "A White-Knuckle Panic"       | 19 de maio de 2021      | 0.8                  | 6.84                   | 0.5         | 2.88                       | 1.3           | 9.73                         |
| 16 | "No Survivors"                | 26 de maio de 2021      | 0.9                  | 7.26                   | 0.5         | 2.79                       | 1.4           | 10.05                        |

Notas
1. ↑  A audiência ao vivo+7 dias não estava disponível, portanto, a audiência ao vivo+3 dias foi usada.

## Lançamento em DVD
| Chicago Fire – Season Nine                                                                            | | |                           |                           |                           |
| Detalhes do DVD                                                                                       | Detalhes do DVD                                                                                       | Detalhes do DVD                                                                                       | Características Especiais | Características Especiais | Características Especiais |
| - 16 episódios - 4 discos - Áudio em Inglês (Dolby Digital 5.1 Surround) - Legendas: Inglês e Francês | - 16 episódios - 4 discos - Áudio em Inglês (Dolby Digital 5.1 Surround) - Legendas: Inglês e Francês | - 16 episódios - 4 discos - Áudio em Inglês (Dolby Digital 5.1 Surround) - Legendas: Inglês e Francês | Não possui                | Não possui                | Não possui                |
| Datas de lançamento                                                                                   | | |                           |                           |                           |
| Região 1                                                                                              | Região 1                                                                                              | Região 2                                                                                              | Região 2                  | Região 4                  | Região 4                  |
| 24 de agosto de 2021                                                                                  | 24 de agosto de 2021                                                                                  | 23 de agosto de 2021                                                                                  | 23 de agosto de 2021      | 25 de agosto de 2021      | 25 de agosto de 2021      |